# Zuiderkerk (Assen)
De Zuiderkerk in Assen werd gebouwd in 1924-1925 aan de Zuidersingel ten behoeve van de Gereformeerde Kerk. Sinds 2011 is het gebouw  in handen van de Life Assen, tot 2024 bekend als City Life Church Assen.

## Gebouw
De architect was Albert Smallenbroek, die de kerk ontwierp in een eenvoudige zakelijk-expressionistische stijl. De kerk is gebouwd in kruisvorm met vier armen van gelijke lengte (Grieks kruis). De armen hebben elk een zadeldak met een topgevel met kenmerkende, heel smalle, hoogopgaande glas-in-lood vensterstroken in gietijzer. Typerend element is de toren links naast de kruisarm met de ingang. Aan de achterkant van de kerk zijn een kosterswoning en een paar zalen gebouwd.

## Interieur
In drie van de vier armen zijn galerijen aangebracht, waardoor de kerk relatief veel zitplaatsen heeft. In de vierde arm bevindt zich de preekstoel, met daarboven het orgel. De kerkzaal was van origine eenvoudig ingericht met banken en stoelen. Thans is de inrichting aangepast aan de behoeften van een hedendaagse evangelische kerk.

## Orgel
In 1932 werd in de kerk een twee-klaviers pneumatisch kegelladen orgel met vrij pedaal geplaatst van de firma Valckx & Van Kouteren uit Rotterdam. Het orgel werd in 1962 en in 1975 gewijzigd/verbeterd.

## De kwestie Geelkerken
De Zuiderkerk kreeg landelijke bekendheid toen daar in 1926 de landelijke synode van de Gereformeerde Kerken in Nederland vergaderde (de Synode van Assen). Tijdens deze synode speelde zich een kerkelijk conflict af over de vraag of de slang in het paradijs werkelijk heeft gesproken. Dominee J.G. Geelkerken plaatste daar vraagtekens bij, hetgeen uiteindelijk leidde tot zijn schorsing en afzetting. Bij de hierop volgende kerkscheuring ontstonden de "Gereformeerde Kerken in Hersteld Verband", die in 1946 opgingen in de Nederlandse Hervormde Kerk.

## Externe Link
- Life Assen